# Aethionemeae
Aethionemeae es una tribu de plantas pertenecientes a la familia Brassicaceae.

## Descripción
Consiste en dos géneros y 57 especies distribuidas principalmente en el Medio Oriente y Europa oriental. El género Aethionema es el de mayor número de especies (56) y su área de distribución está centrada en Turquía, con algunas especies que se extienden hacia el este hasta Turkmenistán y hacia el oeste hasta España y Marruecos.

## Géneros
- Acanthocardamum Thell.
- Aethionema W. T. Aiton
- Campyloptera Boiss. = Aethionema W. T. Aiton
- Crenularia Boiss. = Aethionema W. T. Aiton
- Iondra Raf. = Aethionema W. T. Aiton
- Lipophragma Schott & Kotschy ex Boiss. = Aethionema W. T. Aiton
- Moriera Boiss. =~ Aethionema W. T. Aiton